# پاین گروو، شهرستان واسکو، اورگن
پاین گروو (به انگلیسی: Pine Grove) یک منطقهٔ مسکونی در ایالات متحده آمریکا است که در شهرستان واسکو، اورگن واقع شده‌است. پاین گروو ۱۶۲ نفر جمعیت دارد و ۶۷۹٫۱ متر بالاتر از سطح دریا واقع شده‌است.